# Келеш, Джан
Джан Келеш (тур. Can Keleş; род. 2 сентября 2001, Вена) — австрийский футболист, вингер клуба «Бешикташ».

## Клубная карьера
Келеш — воспитанник системы клубов «Ваккер» (Винер-Нойштадт) и «Винер-Нойштадт». В 2013 году стал игроком академии «Аустрии» из Вены. 21 августа 2020 года подписал первый профессиональный контракт. 1 августа 2021 года в матче против «Тироля» он дебютировал в австрийской Бундеслиге. 23 октября в поединке против «Рида», Келеш забил дебютный гол за команду. 21 марта 2022 года подписал новый контракт до лета 2026 года.
В июле 2023 года Келеш на правах аренды перешел в турецкий «Фатих Карагюмрюк». 14 августа в матче против «Бешикташа» он дебютировал в турецкой Суперлиге.

## Карьера в сборной
Выступал за сборные Австрии до 16, до 17 и до 18 лет. В марте 2022 года получил вызов в молодежную сборную Австрии.